# Ohmio acústico
El ohmio acústico es una unidad  de medida de impedancia acústica, expresado por la relación entre la presión y el flujo volumétrico acústicos. En unidades del Sistema Internacional, la presión se mide en pascales y el flujo en m³/s, así que el ohmio acústico tiene unidades de Pa•s/m³. En el sistema cgs, el ohmio acústico se expresa en dina•s/cm5.
El ohmio acústico puede ser aplicado al flujo de fluidos fuera del ámbito de la acústica. Para tales aplicaciones, se puede utilizar un ohmio hidráulico con una definición idéntica. Esto es, la unidad que indica la relación entre la presión hidráulica y el caudal.  La impedancia acústica suele ser considerada un caso de impedancia hidráulica.